# Carl Gustav M2
Carl Gustav é o nome comum para o canhão sem recuo anti-carro portátil de 84 mm, desenvolvido pela empresa sueca Bofors. O Carl Gustav foi introduzido em 1946 mantendo-se ainda hoje em serviço generalizado, ao contrário da maioria dos outros canhões sem recuo que desapareceram do uso da maioria dos exércitos modernos. Actualmente o Carl Gustav é utilizado para diversas funções, além da tradicional anti-carro.

## História
O Carl Gustav foi desenvolvido por Hugo Abramson e por Harald Jentzen da KAFT - Administração Real de Armas da Suécia. Foi inicialmente introduzido ao serviço das Forças Armadas da Suécia em 1948, sendo ali oficialmente denominado 8,4 cm Granatgevär m/48 (Grg m/48), com a mesma função dos lança granadas-foguete (bazookas) em serviço na maioria dos exércitos da NATO. No entanto, o Carl Gustav dispunha de um tubo estriado para giro-estabilizar as suas munições, ao contrário das bazookas, cujas munições dispunham de aletas estabilizadoras.
O  uso de um sistema de tiro sem recuo permitia aos projécteis do Carl Gustav conterem consideravelmente mais propelente, sendo disparados a 290 m/s, em comparação com os 105 m/s das bazookas. Isto resultava numa precisão e alcance de tiros superiores. O Carl Gustav podia atingir alvos estacionários até 700 metros, mas a relativamente baixa velocidade do projéctil limitava os ataques a alvos móveis a distâncias inferiores a 400 metros.
O Carl Gustav depressa começou a ser vendido por todo o mundo, transformando-se na principal arma de apoio de escalão pelotão da maioria dos exércitos ocidentais.

## Serviço em Portugal

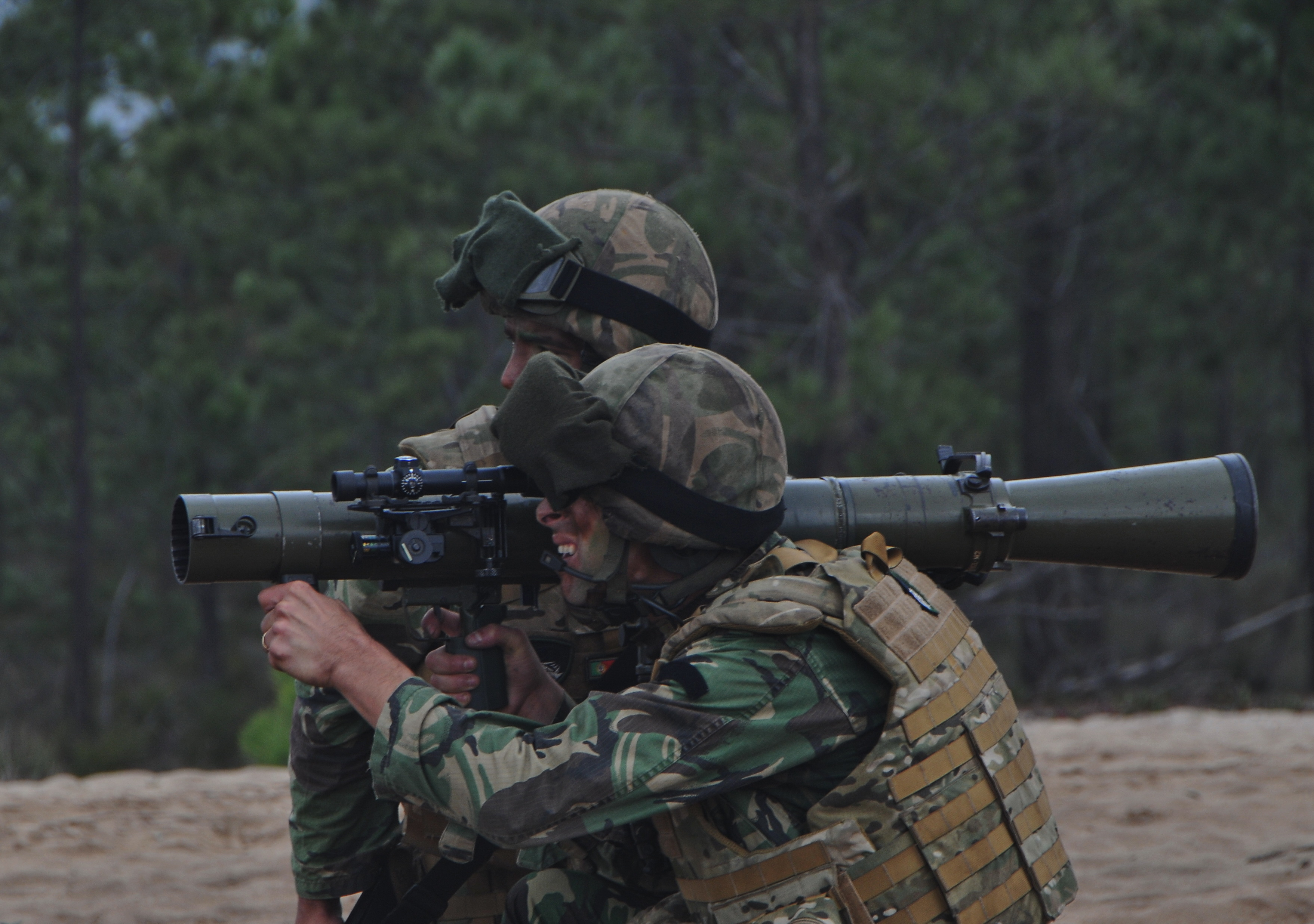
Soldados do Corpo de Fuzileiros configurar um Carl Gustav M2

O Exército Português adoptou o Carl Gustav relativamente tarde em comparação com outros exércitos europeus. Os primeiros Carl Gustav foram introduzidos em 1982 para serem usados como arma de apoio dos Pelotões Páraquedistas. Em Portugal a arma é denominada oficialmente Canhão Sem Recuo 84 mm Carl Gustav M2 m/94.
Atualmente equipa as companhias de paraquedistas bem como as companhias de Fuzileiros.
As munições mais utilizadas são as anti-pessoal, anti-carro e iluminantes.

## Versões
- Carl Gustav M1: versão inicial desenvolvida em 1946;
- Carl Gustav M2: versão aperfeiçoada, introduzida em 1964;
- Carl Gustav M3: versão, introduzida em 1991, utilizando novos materiais, como a fibra de carbono, ligas de alumínio e plásticos, permitindo uma redução de peso de 14,2 kg para 8,5 kg.
- Carl Gustav M4: nova versão introduzida em 2014, com menos de 7 Kg de peso, com maior precisão, usa grande número de munições do mesmo calibre, incluindo munições inteligêntes;

## Características
- Calibre: 84 mm, alma lisa;
- Guarnição: 1 (mínimo), 2 (ideal)
- Pesos: 14,2 kg (M2), 8,5 kg (M3);
- Comprimento: 1065 mm;
- Cadência de tiro: 6 tpm;
- Miras: óptica telescópica 3x, laser e sistema de intensificação de imagem.

## Munições
Têm sido feitos desenvolvimentos contínuos às munições. A munição tradicionalmente mais utilizada era a de Alto-Explosivo Anti-Carro (HEAT) que tem um efeito reduzido contra blindagens reativas. Com a sua recente utilização para destruição de casamatas tem sido utilizada a munição Alto-Explosivo de Dupla Função (HEDP) com menos capacidade perfurante, mas com maior poder explosivo. São também utilizadas munições Alto-Explosivo (HE), de fumos, iluminantes, etc. As munições iluminantes são consideradas de utilização perigosa, por existir perigo para o apontador devido ao elevado grau a que se têm que efetuar pontaria e foram retiradas de serviço de alguns exércitos.

## Operadores
- Áustria
- Austrália
- Brasil
- Canadá
- Chile
- Chéquia
- Dinamarca
- Estónia
- Índia
- Indonésia
- Irlanda
- Israel
- Japão
- Lituânia
- Malásia
- Myanmar
- Nova Zelândia
- Noruega
- Polónia
- Portugal
- Suécia
- Tailândia
- Ucrânia[2]
- Reino Unido
- Estados Unidos